# Karl Kagerer
Karl Kagerer (* 1930; † 10. April 2015) war ein deutscher Garten- und Landschaftsarchitekt.

## Wirken
Kagerer studierte von 1952 bis 1954 am Institut für Gartengestaltung und Landespflege an der damaligen Ingenieursschule für Gartenbau Weihenstephan. 1956 setzte er sein Studium bei Heinrich Wiepking-Jürgensmann an der Technischen Hochschule Hannover fort. Sein Studium schloss er 1960 bei Carl Ludwig Schreiber an der Technischen Hochschule München in Freising-Weihenstephan mit dem Diplomgrad Dipl. hort. (Diplomaticus rerum horticulturarum) ab.
Nach dem Studium eröffnete er 1960 sein eigenes Büro in Ismaning. Bekannt geworden ist sein Ende der 1960er Jahre zusammen mit dem Architekten Sep Ruf entworfener Tucherpark in München, der inzwischen denkmalgeschützt ist. Für seine Gestaltung am Rangierbahnhof München-Nord wurde er 1995 mit dem Deutschen Landschafts-Architektur-Preis ausgezeichnet. Für die Deutsche Bundesbahn war Kagerer als Landschaftsarchitekt in den 1980er Jahren auch planend an der ICE-Neubaustrecke Fulda-Würzburg tätig. Das Verkehrsmuseum Nürnberg zeigt in seiner Dauerausstellung (Stand August 2025) zwei Geländemodelle von Karl Kagerer für die Gestaltung von Tunnelportalen.
Seit 1961 hatte Karl Kagerer einen Lehrauftrag an der TU-München-Weihenstephan für das Fach „Technik der Landschaftsgestaltung“ inne, das er über 30 Jahre lang lehrte. 1971 wurde er zum Honorarprofessor der TU München berufen. Kagerer war zeitweise Leiter des Landesarbeitskreises Bayern in der Arbeitsgenmeinschaft Friedhof und Denkmal (AFD) und Kuratoriumsmitglied in der Karl-Foerster-Stiftung für angewandte Vegetationskunde.
Ein Teil seines Nachlasses wird im Architekturmuseum der TU München verwahrt.